# Теплоелектростанція Мохаве
Теплоелектростанція Мохаве (англ. Mohave Power Station; ТЕС Мохаве) — закрита та повністю демонтована теплоелектростанція потужністю 1580 МВт, головний енергоносій — вугілля, знаходилась в Лафлін, Невада.

## Загальна характеристика
Власник контрольного пакета акцій ТЕС і є оператор підприємства — Southern California Edison . ТЕС на даний час закрита, обладнання в процесі демонтажу.
ТЕС складається з двох блоків, здатних генерувати 790 МВт електричної енергії кожен. Фірма Combustion Engineering поставляла котли і GE постачала турбіни і генератори. Фірмою Bechtel виконано проектування, закупівлі і будівництво.
ТЕС Мохаве була єдиною в США електростанцією, яка використовувала вугілля що поставлялося на у гідросуміші 50 %:50% по трубопроводу Блек Меса — Мохаве.
ТЕС Мохаве введена в експлуатацію у 1971 році.

## Аварія 1985 року
9 червня 1985 на гарячій лінії паропроводу ТЕС сталася аварія. Смертельні опіки отримали шість робочих: Майкл Боуман, Джон Долан, Е. Ернандес, Террі Лерой, Денні Норман і Говард Тернер. Десять осіб отримали поранення. Станція не працювала протягом шести місяців, поки всі паропроводи не були замінені.

## Зупинка ТЕС 2005 року
ТЕС Мохаве була зупинена 31 грудня 2005 року з можливістю відновлення діяльності. Із закриттям ТЕС вугільний рудник теж припинив працювати.
ТЕС була мішенню як основне джерело екологічного забруднення в Гранд-Каньйон і в інших місцях на сході. Були представлені різні плани — в тому числі продажу ТЕС і її модернізації на основі спалювання природного газу, хоча для останнього потрібне було б будівництво другої лінії високого тиску газу від Topock (30 миль на південь). Іншим варіантом була б установка очисних споруд, які могли б коштувати $ 1 мільярд.
У травні 2007 року SCE припинила зусилля по відновленню ТЕС або її продажу.

## Демонтаж
10 червня 2009, Southern California Edison оголосила, що ТЕС Мохаве буде виведена з експлуатації та все генеруюче обладнання буде демонтоване . Пізніше, SCE оголосила про те, що всі адміністративні будівлі на місці також буде зруйновано. Єдина структура, що залишиться буде розподільча електропідстанція 500 кВ, яка буде і надалі виконувати комунікаційні функції в мережі електропостачання області Лафлін.
Демонтаж почався в жовтні 2009 року і, як очікується, займе 2 роки і коштуватиме 30 мільйонів доларів. Близько 300 співробітників втратили свої робочі місця, коли ТЕС було закрито.

## Власники ТЕС
- Southern California Edison (56 %)
- Salt River Project (20 %)
- Nevada Power Company (14 %)
- Los Angeles Department of Water and Power (10 %)